# Acanthodoryctes tomentosus
Acanthodoryctes tomentosus är en stekelart som först beskrevs av Szepligeti 1905.  Acanthodoryctes tomentosus ingår i släktet Acanthodoryctes och familjen bracksteklar. Inga underarter finns listade i Catalogue of Life.